# Musée du débarquement (Arromanches-les-Bains)
Le musée du débarquement d'Arromanches-les-Bains commémore  le débarquement de Normandie du 6 juin 1944 et plus particulièrement la construction du port artificiel d'Arromanches et son utilisation durant la bataille de Normandie de juin à août 1944 pour ravitailler les troupes alliées à travers la Manche.

## Historique
Le musée du débarquement a été construit à l'initiative de Raymond Triboulet et inauguré le 5 juin 1954, par René Coty, président de la République. C'est le premier musée construit pour commémorer le débarquement de Normandie. L'architecte en est François Carpentier, qui va devenir en 1963 maire d'Arromanches.

## Caractéristiques
Le musée est situé sur l'esplanade qui borde la plage en face de laquelle fut établi le port artificiel. De larges baies vitrées permettent aux visiteurs d'observer les vestiges du port artificiel.
Des maquettes animées des pontons et des routes flottantes et un diorama permettent de comprendre la construction et le fonctionnement du port.
Divers objets, des armes, des uniformes, des photos sont exposés dans différentes salles dédiées à chaque nation : Royaume-Uni, Canada, Etats-Unis.
Un film documentaire de 30 minutes tourné pendant les préparatifs du débarquement est projeté pour terminer la visite.

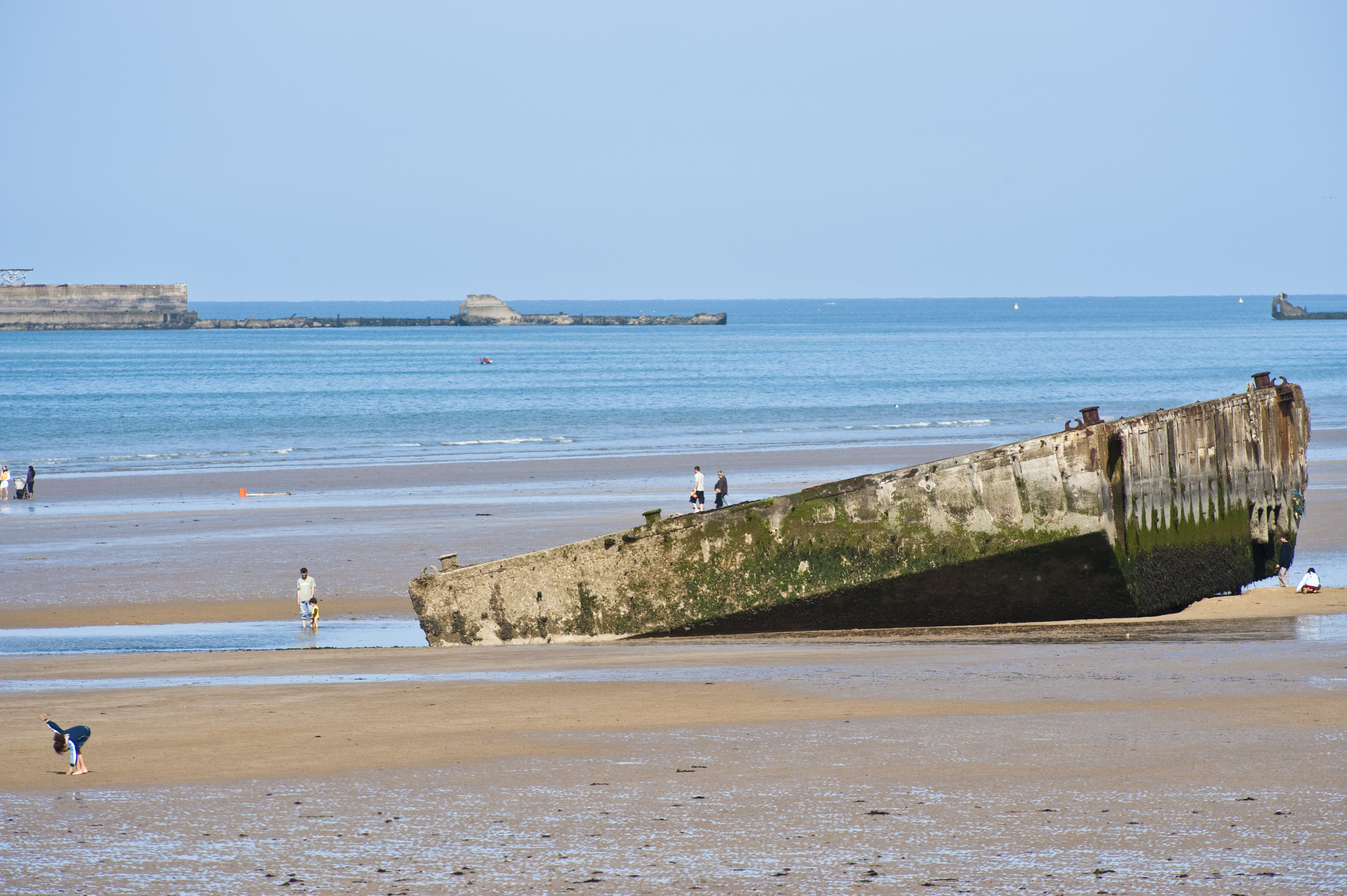
Ruines du port artificiel d'Arromanches-les-Bains vues en 2010 à marée basse

290 434 visiteurs auraient visité le musée en 2017.